# Klein Henszlein

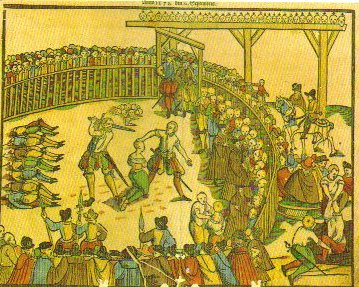
Um panfleto descrevendo a execução de Henszlein e sua tripulação em 1573.

Klein Henszlein [Klaus Hanslein] (falecido em 1573) foi um pirata alemão ativo de 1560 a 1573 que atacou navios no Mar do Norte até sua derrota e captura por uma frota de Hamburgo. Levado de volta a Hamburgo, Henszlein e seus homens desfilaram pelas ruas da cidade antes de serem decapitados em 10 de setembro de 1573; suas cabeças foram então empaladas em estacas. Em um relato posterior, o carrasco descreveu como ele "arrancou" as cabeças dos trinta e três piratas (sem incluir Henszlein) em apenas 45 minutos, depois decapitou os corpos dos piratas mortos durante sua captura.